# White Houses (cântec de Vanessa Carlton)
White Houses este un cântec compus de Vanessa Carlton alături de Stephan Jenkins și interpretat de Vanessa, care face parte de pe albumul Harmonium. A fost lansat la sfârșitul lunii august a anului 2004 și s-a clasat pe locul 86 în clasamentul Billboard Hot 100. MTV a cenzurat și apoi a interzis videoclipul acestei piese datorită unor versuri controversate care făceau referire la actul sexual.

## Clasamente
| Clasament (2002)              | Poziție de top |
| ----------------------------- | -------------- |
| U.S. Billboard Hot 100        | 86             |
| U.S. Billboard Pop Songs      | 25             |
| U.S. Billboard Adult Top 40   | 27             |
| Japanese Oricon Singles Chart | —              |